# Sheldon (Texas)
Pour les articles homonymes, voir Sheldon.
Sheldon est une census-designated place (CDP) située dans le nord-est du comté de Harris, au Texas, aux États-Unis. La population était de 1 990 habitants au recensement de 2010.

## Géographie
Selon le Bureau du recensement des États-Unis, la CDP a une superficie totale de 6,7 km2, uniquement composée de terres.